# Krisen i Zimbabwe 2017
Krisen i Zimbabwe 2017 begyndte som følge af, at Zimbabwes præsident Robert Mugabe den 6. november 2017 fyrede Emmerson Mnangagwa, der hidtil have været landets vicepræsident. Mnangagwa var hidtil blevet anset som værende den, der på et tidspunkt skulle efterfølge Mugabe som præsident. Mugabe havde dog udset sig sin hustru, Grace Mugabe, som en mulig efterfølger.  Efterfølgende blev Mugabe sat i husarrest af militæret, der benægter, at der er tale om et militærkup.
18. november havde demonstranter krævet hans afgang som præsident og dagen blev han både afsat som leder af og ekskluderet af sit parti, Zanu-PF, hvor alle ti provins-afdelinger på forhånd havde krævet hans afgang. Mugabe meddelte i et brev til parlamentet, at han den 21. november ville afgå som præsident. Mnangagwa, den nye leder af partiet, blev udpeget som Zimbabwes tredje præsident den 24. november 2017.